# Rumex gmelinii
Rumex gmelinii là một loài thực vật có hoa trong họ Rau răm. Loài này được Turcz. ex Ledeb. miêu tả khoa học đầu tiên năm 1851.